# Ny realisme
Den kunstneriske stilart Ny realisme - også kaldet ekstrem realisme, super-realisme, fotorealisme og nyrealisme - er en betegnelse for flere retninger i 1900-tallets billedkunst. Begrebet har også været anvendt inden for litteratur og film.
Nyrealismen var en reaktion på nogle modernistiske eksperimenter, hvor man som almindelige mennesker ikke forstod, hvad teksten omhandlede. Det ville nogle forfattere gøre op med og i stedet for skrive, så læserene kunne forstå det – altså realistisk. Nyrealismen lægger vægt på at fremstille hverdagen og dens virkelighed konkret.

## Danske kunstnere fra perioden
Claus Havemann,
Niels Strøbek,
Bjarke Regn Svendsen,
Leif Madsen,
Poul Anker Bech, Bjarne Reuter
 Denne artikel bør gennemlæses af en person med fagkendskab for at sikre den faglige korrekthed.

 Der er for få eller ingen kildehenvisninger i denne artikel, hvilket er et problem. Du kan hjælpe ved at angive troværdige kilder til de påstande, som fremføres i artiklen.